# Biblioteca di Fantasy & Horror
Biblioteca di Fantasy & Horror è stata una collana editoriale di narrativa fantastica pubblicata in Italia da Arnoldo Mondadori Editore fra 1979 e 1980, per un totale di 4 uscite.

## Storia editoriale
Sin dalla sua fondazione Arnoldo Mondadori Editore aveva dedicato parte del proprio catalogo alla letteratura di genere, in particolare attraverso il periodico di narrativa del mistero Il Giallo Mondadori (fondato nel 1929) e alla testata di fantascienza Urania (lanciata nel 1952), entrambe collane editoriali economiche concepiti per la diffusione tramite edicole; la casa editrice, tuttavia, incluse più volte opere fantastiche di autori famosi nella più prestigiosa collana di libri tascabili Oscar Mondadori, come per esempio La pietra lunare di Tommaso Landolfi (Oscar 147, 1968) o Cronache marziane di Ray Bradbury (Oscar 181, 1968). Nel corso degli anni Settanta i generi del fantasy, della fantascienza e dell'orrore conobbero un vero e proprio sdoganamento nel mercato editoriale italiano, innescato da editori specializzati quali Nord e Fanucci, pertanto Mondadori incrementò la presenza di opere di genere negli Oscar e a fine decennio lanciò la sua prima collana di narrativa fantastica, appunto Biblioteca di Fantasy & Horror.
Diretta da Gianni Montanari, già curatore delle collane Galassia e Science Fiction Book Club di La Tribuna e di Fantapocket per Longanesi, Biblioteca di Fantasy & Horror venne impostata secondo una formula inedita: laddove gli editori concorrenti proponevano collane tascabili di romanzi singoli o di brevi cicli riuniti in volume omnibus, quali Fantacollana od Orizzonti, e antologie di grande formato che traducevano selezioni angloamericane, cioè Grandi Opere Nord ed Enciclopedia della Fantascienza, ciascuna uscita di Biblioteca di Fantasy & Horror era un'antologia tascabile creata per il mercato italiano, comprendente romanzi o racconti composti da più autori e accomunati da uno stesso tema di fondo; inoltre la collana alternava di volta in volta le opere di magia e fantastico con volumi dedicati al macabro e al perturbante, imitando la linea Arcano di Nord.
La collana ebbe in effetti vita breve e fu chiusa dopo solo un anno e quattro uscite semestrali, ma rappresentò un esperimento importante nella storia di Mondadori: negli anni successivi l'editore avrebbe lanciato le tre sotto-collane dedicate al fantastico Oscar Fantascienza, Oscar Fantasy e Oscar Horror, i periodici per edicola Urania Fantasy e Horror Mondadori, e la collana in grande formato Biblioteca di Fantasy, e nel 1985 Montanari avrebbe assunto la direzione di Urania.
Tutti i quattro volumi della Biblioteca di Fantasy & Horror furono stampati in formato di 190x130 mm e rilegati in brossura.

## Elenco delle uscite
| Numero | Autore                                 | Titolo                | Note | Anno          |
| ------ | -------------------------------------- | --------------------- | --- | ------------- |
| 1      | AA. VV. ma Gianni Montanari (curatore) | All'ombra degli dei   | Omnibus di tre romanzi di fantasy mitologico: - La Fenice e lo specchio di Avram Davidson. Primo romanzo della trilogia di Virgilio Mago. - La maschera di Circe di Henry Kuttner e C.L. Moore. - L'ultima Medusa di William Tenn.                                                                    | Febbraio 1979 |
| 2      | AA. VV. ma Gianni Montanari (curatore) | Horroriana            | Raccolta di ventiquattro racconti dell'orrore divisi tematicamente fra storie di "animali", "cose", "bambini" e "uomini". | Ottobre 1979  |
| 3      | AA. VV. ma Gianni Montanari (curatore) | Alla corte degli eroi | Omnibus di tre romanzi di heroic fantasy: - La crociata nera di Karl Edward Wagner. Terzo romanzo della pentalogia di Kane. - Venti di fuoco di Norvell W. Page. Primo romanzo della dilogia del Prete Gianni. - Sangue di strega di John Jakes. Secondo romanzo della pentalogia di Brak il Barbaro. | Febbraio 1980 |
| 4      | AA. VV. ma Gianni Montanari (curatore) | Incubo                | Raccolta di diciassette racconti dell'orrore divisi tematicamente fra storie di ambientazione antica, ottocentesca e contemporanea. | Novembre 1980 |